# HAtom
hAtom je mikroformát, který slouží k sémantickému označení příspěvků na webových stránkách (zejména u blogů) pomocí HTML nebo XHTML.